# Кісіс Роберт Янович
Роберт Янович Кісіс (нар. 23 січня 1896, садиба Лайгас Рамульської волості Венденського повіту Ліфляндської губернії, тепер Латвія — 7 лютого 1981, місто Рига, тепер Латвія) — радянський партійний діяч, відповідальний секретар Єнісейського губернського комітету РКП(б), заступник голови Ради народних комісарів Латвійської РСР, міністр комунального господарства Латвійської РСР. Член ЦК КП(б)У в січні 1934 — травні 1937 р. Член Комісії радянського контролю при РНК СРСР в лютому 1934 — 1939 року. Депутат Верховної Ради Латвійської РСР. Член ЦК КП Латвії.

## Біографія
Народився в родині селянина-бідняка. З травня 1905 року по жовтень 1912 року — сезонний підпасок, пастух в різних садибах Рамульської і Веселавської волостей Венденського повіту Ліфляндської губернії.
У 1909 році закінчив волосне училище Веселавської волості Венденського повіту, у 1912 році — п'ятикласне училище Міністерства народної освіти Венденського повіту. У жовтні 1912 — серпні 1915 року — учень Прієкульського сільськогосподарського училища Венденського повіту Ліфляндської губернії.
Член РСДРП(б) з травня 1913 року. Вів революційну роботу у Відієнській організації Латвійської соціал-демократичної робітничої партії (СДЛК).
У листопаді 1915 — вересні 1916 року — у російській імператорській армії, служив рядовим лейбгвардійського Кексгольмського полку в місті Петрограді. У вересні — листопаді 1916 року — курсант школи прапорщиків у Гатчині. У грудні 1916 — березні 1917 року — прапорщик запасного Латиського полку. Учасник Першої світової війни.
У 1917 році — член Військово-революційного комітету і секретар більшовицької організації 2-го Ризького латиського стрілецького полку, делегат II Всеросійського з'їзду Рад. З листопада 1917 по квітень 1918 року — член і заступник секретаря виконавчого комітету Ради солдатських депутатів 12-ї армії Північного фронту в місті Валка Ліфляндської губернії.
У квітні — вересні 1918 року — заступник коменданта Кремля, секретар партійного комітету 9-го Латиського стрілецького полку при комендатурі Московського Кремля. У жовтні — грудні 1918 року — заступник начальника штабу із оперативної частини Латиської дивізії в Москві.
У січні — червні 1919 року — відповідальний секретар Червоної Армії Радянської Латвії в місті Двінську. У липні — серпні 1919 року — командир роти 9-го Латиського стрілецького полку.
У серпні 1919 році був поранений у війні з Польщею, потрапив у полон до Варшави та був інтернований до Латвії, звідки утік у червні 1920 року та повернувся в Червону армію на «врангелівський» фронт. У червні — листопаді 1920 року — начальник політичного відділу Латиської стрілецької дивізії на Південному фронті. У листопаді 1920 — лютому 1921 року — начальник політичного відділу 52-ї стрілецької дивізії РСЧА. У лютому — травні 1921 року — заступник начальника політичного відділу 6-ї армії РСЧА в місті Херсоні.
У травні — серпні 1921 року — заступник начальника політичного управління Харківського військового округу.
У серпні 1921 — січні 1923 роках — завідувач організаційного відділу Катеринославського губернського комітету КП(б)У.
У лютому 1923 — травні 1925 року — відповідальний секретар Єнісейського губернського комітету РКП(б) в місті Красноярську. У травні 1925 — грудні 1926 року — завідувач організаційного відділу Сибірського крайового комітету ВКП(б).
У листопаді 1926 — лютому 1930 року — 2-й секретар Сибірського крайового комітету ВКП(б) в місті Новосибірську.
У січні — грудні 1930 року — заступник народного комісара зовнішньої і внутрішньої торгівлі СРСР із кадрів. У січні 1931 — березні 1933 року — член колегії, начальник головного управління із холодильного господарства і тари Народного комісаріату постачання СРСР, керівник секторів раціоналізації, утилізації і консервної інспекції. Одночасно у лютому 1931 — лютому 1933 року — начальник Управління складських підприємств і сховищ Народного комісаріату постачання СРСР.
У 1932 році — студент факультету суспільних наук Академії постачання імені Сталіна в Москві.
У березні 1933 — березні 1934 року — начальник Політичного сектора машинно-тракторних станцій (МТС) обласного земельного управління Дніпропетровської області.
У березні 1934 — вересні 1936 року — уповноважений Комісії радянського контролю при РНК СРСР по Азово-Чорноморському краю в місті Ростові-на-Дону.
У вересні 1936 — травні 1937 року — член сільськогосподарської групи Комісії радянського контролю при РНК СРСР в Москві.
У травні 1937 — червні 1938 року — уповноважений Комісії радянського контролю при РНК СРСР по Воронезькій області.
У липні 1938 — грудні 1940 року — заступник начальника Головного управління житлового господарства Народного комісаріату комунального господарства РРФСР в Москві.
У січні — червні 1941 року — завідувач організаційного відділу Ради народних комісарів Латвійської РСР в місті Ризі.
У червні — серпні 1941 року — начальник винищувального загону РСЧА на території Естонської РСР.
У серпні 1941 — грудні 1944 року — заступник голови Ради народних комісарів Латвійської РСР в місті Горькому, РРФСР.
У 1945 році закінчив заочно Вищу партійну школу при ЦК ВКП(б).
У грудні 1944 — червні 1957 року — нарком (міністр) комунального господарства Латвійської РСР. У червні 1957 — серпні 1958 року — міністр комунального і місцевого господарства Латвійської РСР. У серпні 1958 — листопаді 1959 року — міністр комунального господарства Латвійської РСР. У листопаді 1959 — травні 1960 року — голова Державного комітету Латвійської РСР з комунального господарства.
У травні 1960 — жовтні 1973 року — голова Партійної комісії при ЦК КП Латвії.
З жовтня 1973 року — персональний пенсіонер союзного значення в місті Ризі. Автор декількох праць про «латиських стрільців».
Похований в Ризі на цвинтарі Райніса.

## Нагороди
- орден Леніна
- орден Жовтневої Революції
- два ордени Трудового Червоного Прапора
- орден Дружби народів
- медалі